# Các mỏ thủy ngân ở Almadén và Idrija

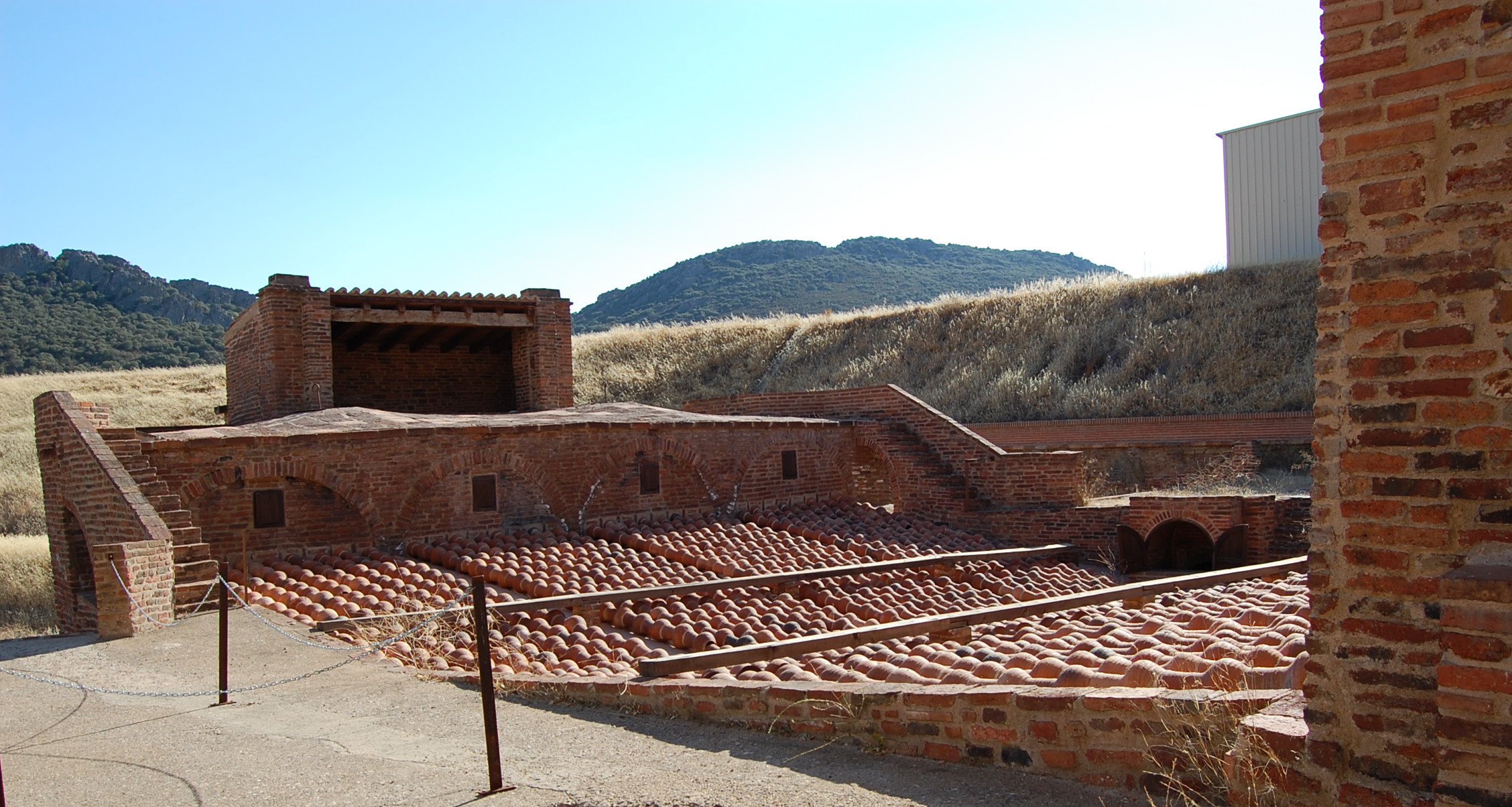
Mỏ Almadén.

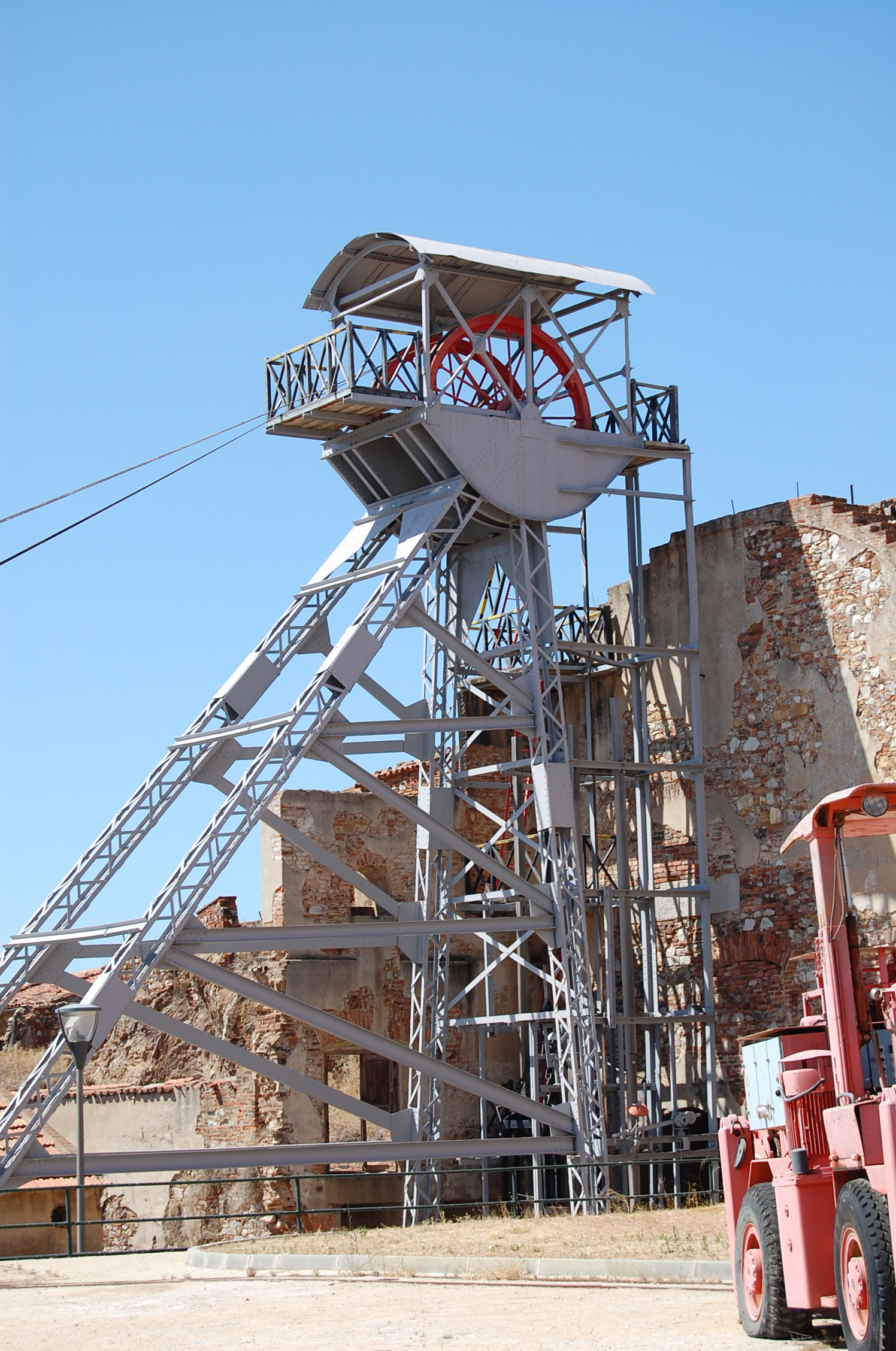
Khung tời ở mỏ Almadén.

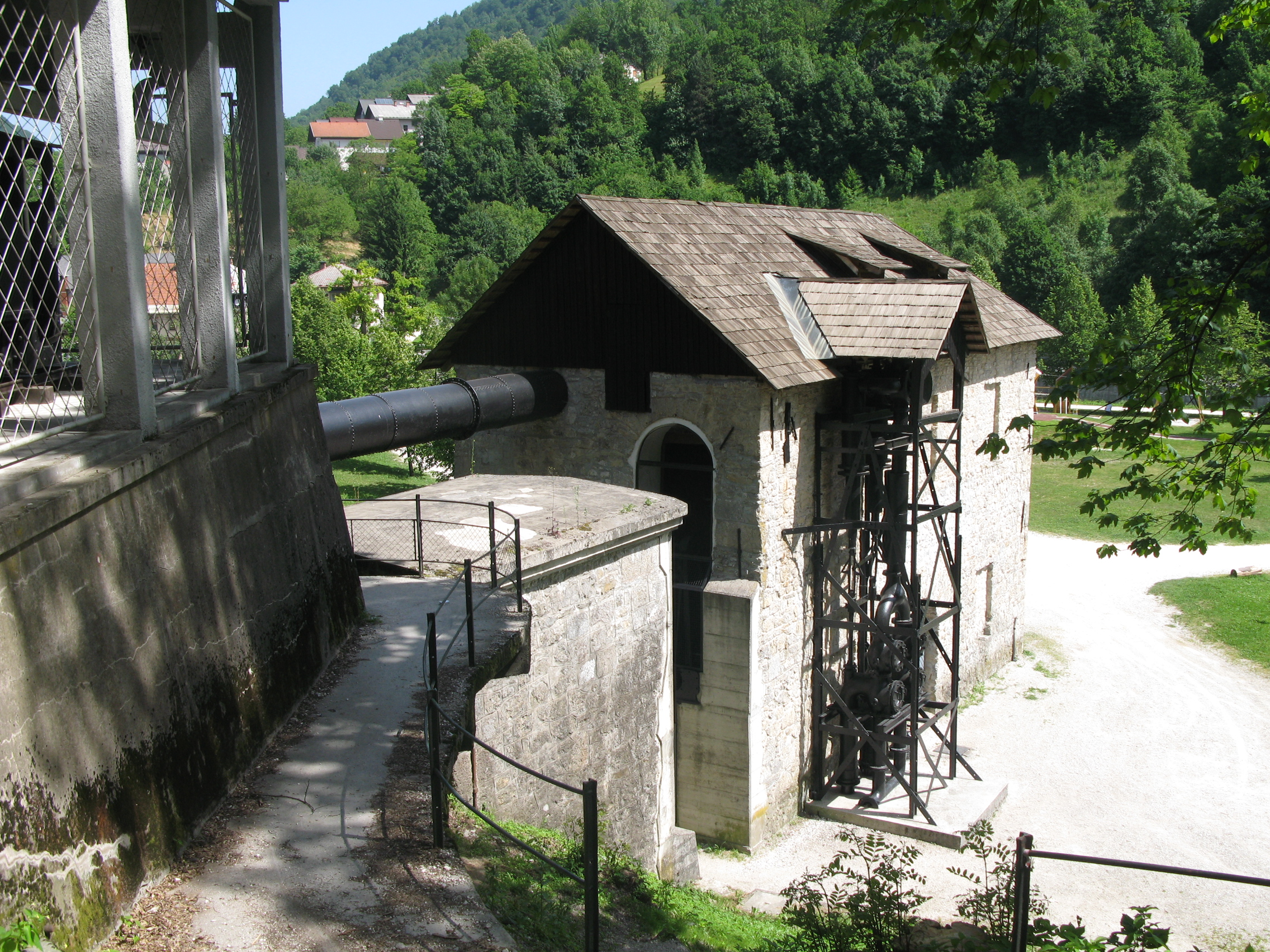
Trạm bơm ở Idrija.

Di sản của thủy ngân ở Almaden và Idrija là một di sản thế giới của UNESCO được công nhận ở Almaden, Tây Ban Nha và Idrija, Slovenia.
Tài sản bao gồm hai khu vực khai thác mỏ thủy ngân. Tại mỏ thủy ngân Almaden đã được khai thác từ thời cổ đại, trong khi mỏ Idrija lần đầu tiên được tìm thấy vào năm 1490 TCN  Các địa điểm ở Almaden bao gồm các tòa nhà liên quan đến lịch sử khai thác mỏ, gồm Lâu đài Retamar, tòa nhà tôn giáo và nhà ở truyền thống. Còn các địa điểm ở Idrija đáng chú ý là các cửa hàng thủy ngân và cơ sở hạ tầng, cũng như khu nhà ở và nhà hát cho các thợ mỏ. Cả hai khu vực này đều là các bằng chứng quan trong cho việc thương mại xuyên lục địa về thủy ngân, tạo ra sự trao đổi quan trọng giữa châu Âu và Mỹ trong nhiều thế kỷ. Hai địa điểm đại diện cho hai mỏ thủy ngân lớn nhất thế giới vẫn còn hoạt động trong khoảng thời gian gần đây.
Mỏ thủy ngân Idrija bắt đầu quá trình đề cử vào danh sách di sản của UNESCO vào năm 2006. Ban đầu, mỏ này được đề cử cùng với mỏ thủy ngân Huancavelica ở Peru, trong cùng mối quan hệ với các tuyến đường xuyên lục địa. Trong giai đoạn thứ hai, đề cử tập trung có liên quan đến khai thác bạc cùng với San Luis Potosí ở México. Tuy nhiên, đề cử đã không tập trung và hỗ trợ đầy đủ tư liệu. Giai đoạn thành công của đề cử tập trung vào khai thác thủy ngân liên quan đến quy trình công nghệ và công nghiệp có ảnh hưởng đến sự phát triển kinh tế và văn hóa của hai khu vực.

## Danh sách tài sản
Dưới đây là danh sách các phần của di sản:

### Almadén
| Số hiệu     | Tên                               | Vị trí  | Khu bảo vệ | Toạ độ                                        |
| ----------- | --------------------------------- | ------- | ---------- | --------------------------------------------- |
| 1313rev-001 | Thị trấn cổ Almadén               | Almadén | 48,98 ha   | 38°46′31″B 4°50′37″T / 38,775278°B 4,843611°T |
| 1313rev-002 | Các toà nhà của Mỏ Castle         | Almadén | 0,22 ha    | 38°46′21″B 4°50′23″T / 38,7725°B 4,839722°T   |
| 1313rev-003 | Nhà tù ép buộc lao động Hoàng gia | Almadén | 0,11 ha    | 38°46′19″B 4°50′03″T / 38,771806°B 4,834167°T |
| 1313rev-004 | Bệnh viện nhi Real de San Rafael  | Almadén | 0,10 ha    | 38°46′22″B 4°49′53″T / 38,772778°B 4,831389°T |
| 1313rev-005 | Trường đấu bò                     | Almadén | 0,25 ha    | 38°46′30″B 4°49′47″T / 38,775091°B 4,829682°T |

### Idrija
| Số hiệu     | Tên                                             | Vị trí | Khu bảo vệ | Toạ độ                                          |
| ----------- | ----------------------------------------------- | ------ | ---------- | ----------------------------------------------- |
| 1313rev-006 | Thị trấn cổ Idrija                              | Idrija | 47.33 ha   | 46°00′02″B 14°01′19″Đ / 46,000612°B 14,022061°Đ |
| 1313rev-007 | Xưởng đúc                                       | Idrija | 0,60 ha    | 46°00′25″B 14°01′52″Đ / 46,006944°B 14,031111°Đ |
| 1313rev-008 | Bơm Kamšt với kênh dẫn và bể chứa nước (Kobila) | Idrija | 1,61 ha    | 45°59′56″B 14°01′51″Đ / 45,998889°B 14,030833°Đ |
| 1313rev-009 | Bể chứa nước                                    | Idrija | 0,71 ha    | 46°01′04″B 13°56′22″Đ / 46,017778°B 13,939444°Đ |
| 1313rev-010 | Phá Idrija                                      | Idrija | 1,21 ha    | 46°00′10″B 13°55′12″Đ / 46,002778°B 13,92°Đ     |
| 1313rev-011 | Hồ chứa Putrih trên sông Belca                  | Idrija | 0,49 ha    | 45°58′34″B 13°56′01″Đ / 45,976111°B 13,933611°Đ |
| 1313rev-012 | Hồ chứa Brus trên sông Belca                    | Idrija | 2,49 ha    | 45°58′13″B 13°57′08″Đ / 45,970278°B 13,952222°Đ |